# Saoul Mamby
Saoul Paul Mamby (ur. 4 czerwca 1947 w Nowym Jorku, zm. 19 grudnia 2019) – amerykański bokser, mistrz świata WBC w wadze lekkopółśredniej (1980–1982). W latach 1969–2008 stoczył 85 profesjonalnych walk – ostatnią w wieku 60 lat – co czyni go najstarszym zawodowym bokserem, który wystąpił w oficjalnym starciu.

## Kariera bokserska
Pochodził z Bronxu. Był synem Jamajczyka i Hiszpanki. Amatorską karierę bokserską rozpoczął w wieku 18 lat w 1965 roku. Dwa lata później przerwało ją powołanie do wojska i wyjazd do Wietnamu, gdzie walczył na froncie w szeregach piechoty. Po demobilizacji w 1969 roku przeszedł na zawodowstwo (amatorski bilans 25-5-0).

### Boks zawodowy
W swoim profesjonalnym debiucie pokonał na punkty Roya Grossa (ówcześnie 1-3-0). Osiem lat później, w październiku 1977 roku, po raz pierwszy walczył o mistrzostwo świata. W tajlandzkim Korat City przegrał w kontrowersyjnych okolicznościach z miejscowym zawodnikiem Saensakiem Muangsurinem (10-1-0) przez niejednogłośną decyzję w pojedynku o pas organizacji WBC w wadze lekkopółśredniej (do 154 funtów).
Seria kolejnych sześciu zwycięstw zapewniła mu drugą szansę walki o mistrzostwo świata WBC. 23 lutego 1980 roku pokonał w Seulu Koreańczyka Sang Hyun Kima (30-2-2) przez techniczny nokaut w 14. rundzie. Pięć miesięcy później, w pierwszej obronie tytułu, a zarazem jednej z najlepszych swoich walk, znokautował byłego mistrza świata wagi lekkiej Portorykańczyka Estebana de Jesúsa (58-4-0). Mistrzostwo obronił jeszcze czterokrotnie. Ostatecznie utracił je w czerwcu 1982 roku na rzecz Leroya Haleya (45-2-2) na podstawie niejednogłośnej decyzji sędziów. Dwukrotnie bez powodzenia starał się odzyskać pas. W 1983 roku przegrał przez jednogłośną decyzję w rewanżu z Haleyem, a rok później uległ nowemu mistrzowi Billy’emu Costello (28-0-0).
W 1990 roku, mając 43 lata i legitymując się bilansem 41-23-6, pokonał młodszego od siebie o 18 lat Larry’ego Barnesa (17-0-0) w walce o mistrzostwo stanu Nowy Jork w wadze półśredniej. W następnych latach przegrał jednak 10 z 13 walk i po porażce z Kentem Hardee (20-6-1) w 2000 roku w wieku 53 lat zakończył karierę.
8 marca 2008 roku, mając 60 lat i będąc dziadkiem 11 wnucząt, powrócił na zawodowy ring. W George Town na Kajmanach przegrał po 10 rundach przez jednogłośną decyzję z 32-letnim Jamajczykiem Anthonym Osbournem (6-25-1). Tym samym jest uznawany za najstarszego boksera, który stoczył oficjalną profesjonalną walkę. Mamby słynął z umiejętności defensywnych i ponadprzeciętnej odporności na ciosy. W swojej 43-letniej sportowej karierze tylko raz przegrał przed czasem (w 1993 roku z Derrellem Coleyem przez TKO).